# Who's the Boss?
Who's the Boss? (Chefe, Mas Pouco... em Portugal), é uma sitcom estadunidense criada por Martin Cohan e Blake Hunter e exibida pela ABC entre 20 de setembro de 1984 e 25 de abril de 1992.

## Elenco
- Tony Danza como Tony Micelli
- Judith Light como Angela Robinson Bower
- Alyssa Milano como Samantha Micelli
- Danny Pintauro como Jonathan Bower
- Katherine Helmond como Mona Robinson